# Иштван Илку
Иштван Илку (мађ. Ilku István; Будимпешта, 6. март 1933 — Дорог, 16. април 2005) је био мађарски фудбалски репрезентативац који је играо на позицији везног играча. Играо за Мађарску репрезентацију на Светском првенству у фудбалу 1958. године и Светском првенству у фудбалу 1962. године.Профил на ФИФА За Дороги Бањас је играо у периоду од 1953 па до 1968. године.

## Каријера

### Клуб
Као најстарије дете својих родитеља, рођен је у престоници Будимпешти, али је од 1937. живео у Дорогу, а његова браћа, Јанош и Петер, већ су рођени у Дорогу. Његова спортска каријера почела је 1947. у АК Дорог. У највишој лиги дебитовао је са двадесет година, бранивши гол Дорога 404 пута, са којим држи клупски рекорд по броју прволигашких мечева. У свом првом мечу у Прва лига Мађарске у фудбалу против Бп Хонведа, одбранио је Пушкашу једанаестерац. Играо је у свакој утакмици девет узастопних сезона без прекида. Трећи је Дорогов члан Златног тима.

### Репрезентација
Између 1956. и 1963. бранио је 10 пута у репрезентацији, а на клупи репрезентације је био још 75 пута, што је светски рекорд. Један од разлога овог рекордног броја је и то што је тих година први голман репрезентације био незаменљиви Ђула Грошич. Био је репрезентативац Мађарске који је учествовао на светским првенствима 1958. и 1962. године.

## Његови успеси, награде
- Титула најбољег голмана у Мађарској (1962)
- Изузетни спортиста Мађарске Народне Републике.
- Про Урбе награда
- Комаром-Естергом (жупанија) Спортска гала награда
- Награда за изузетне заслуге за фудбал у Дорогу
- Титула почасног члана ФК Дорог.[5]